# Richard Mann

Richard Mann

Richard Johannes Mann (* 27. April 1893 in Rodalben; † 15. Oktober 1960 in Pirmasens) war ein deutscher Politiker (NSDAP).

## Leben und Wirken
Der Sohn eines Leistenfabrikanten besuchte die Volksschule und bis 1909 die Mittelschule in Pirmasens. Anschließend wurde er zum Handlungsgehilfen in der Schuhindustrie ausgebildet. Von 1915 bis 1918 nahm er am Ersten Weltkrieg teil, in dem er zweimal verwundet wurde. 1920 heiratete Mann; aus der Ehe gingen 5 Kinder hervor.
Mann wurde nach 1918 Mitglied des Deutschvölkischen Schutz- und Trutzbundes. Im Oktober 1922 trat er erstmals der NSDAP bei. Mann soll im Februar 1924 am Sturm auf das Pirmasenser Bezirksamt beteiligt gewesen sein, das von Pfälzer Separatisten besetzt war. Nach dem Angriff flüchtete er nach München und kehrte im März 1924 nach Pirmasens zurück. Dort wurde er Ortsgruppenleiter der seinerzeit verbotenen NSDAP und trat am 1. Juni 1924 in die ebenfalls verbotene Sturmabteilung (SA) ein. Nach der Wiederzulassung der NSDAP trat er ihr zum 7. November 1925 erneut bei (Mitgliedsnummer 23.216). Von 1925 bis 1931 war er Bezirksleiter für Pirmasens. Zwischen 1925 und 1929 wurde er mehrfach wegen NS-Betätigung zu Geldstrafen verurteilt. Manns einflussreiche Stellung innerhalb der damaligen Pfälzer NSDAP wird als die eines „Neben-Gauleiters“ beschrieben; auf sein Betreiben wurde im März 1926 Josef Bürckel zum Gauleiter für die Pfalz gewählt. Mann war in der Zeit der Weimarer Republik länger erwerbslos. Später war er als selbständiger Handelsvertreter in Pirmasens teilweise nicht in der Lage, seinen Lebensunterhalt zu verdienen, so dass die Partei seine Miete übernahm.
Von 1929 bis 1935 amtierte Mann als Zweiter Bürgermeister von Pirmasens; von 1928 bis 1934 war er Mitglied des Bezirkstages von Pirmasens. 1931 wurde er von Gauleiter Bürckel als Ortsgruppenleiter abgesetzt, da er eine Parteispende teilweise unterschlagen und erhebliche Zechschulden nicht beglichen haben soll. Nachfolger Manns als Ortsgruppenleiter wurde sein Rivale Rudolf Ramm. Innerhalb der Pirmasenser SA und SS verfügte Mann weiterhin über großen Rückhalt. Ein Versuch Manns, Bürckel zum Rücktritt zu zwingen, scheiterte im September 1931.
Anfang November 1931 wurde Mann bekannt, dass eine Gruppe seiner parteiinternen Gegner, unter ihnen Fritz Berni, im Besitz von Sprengsätzen war. Mann, der als Bürgermeister Chef der Pirmasenser Polizei war, erstattete keine Anzeige, gab aber die Informationen parteiintern weiter. Im Zuge der nachfolgenden Untersuchungen wurde Berni vorübergehend ausgeschlossen. Dem von der Reichs-Uschla geforderten Parteiausschluss Manns widersetzte sich zunächst Gauleiter Bürckel, der offenbar befürchtete, dass Mann der Partei durch Enthüllungen schaden könne. Bei einer weiteren, von Robert Ley geleiteten Untersuchung widerrief Mann im Januar 1932 seine Vorwürfe und konnte so seinen Parteiausschluss verhindern.
1935 wurde Mann zum Kreisleiter von Pirmasens ernannt; seit Oktober 1936 stand er hauptamtlich im Dienst der NSDAP. Nachdem er erfolglos bei den Reichstagswahlen am 29. März 1936 und am 10. April 1938 kandidiert hatte, trat Mann am 13. Juni 1938 im Nachrückverfahren für den verstorbenen Abgeordneten Fritz Heß als Abgeordneter für den Wahlkreis 27 (Rheinpfalz-Saar) in den Reichstag ein, dem er bis zum Ende der NS-Herrschaft im Frühjahr 1945 angehörte. In der SA wurde Mann zuletzt am 9. November 1943 zum Standartenführer befördert.
Am Ende des Zweiten Weltkrieges wurde Mann am 21. März 1945 verhaftet und befand sich gemäß dem automatischen Arrest bis Dezember 1949 in französischer oder amerikanischer Internierungshaft. Wegen Verbrechen gegen die Menschlichkeit wurde Mann im Juli 1948 und November 1949 vom Landgericht Zweibrücken zu drei beziehungsweise zwei Jahren Haft verurteilt, die durch die Internierungshaft als verbüßt galten. Verfahrensgegenstand war die Misshandlung von Juden während der Novemberpogrome 1938. In einem dritten Verfahren wurde Mann im August 1950 aus Mangel an Beweisen von dem Vorwurf freigesprochen, die Vertreibung von Juden über die französische Grenze am 10. November 1938 geleitet zu haben. Nach anderen Angaben soll sich Mann bei den Pogromen mäßigend verhalten haben. Im Spruchkammerverfahren wurde Mann als „Minderbelasteter“ eingestuft.